# چسلر
چسلر (به لاتین: Chessler) یک کوه در سوئیس است که در کانتون گراوبوندن واقع شده‌است. چسلر ۲٬۸۳۶ متر بالاتر از سطح دریا واقع شده‌است.